# Diplocaulobium gracilicolle
Diplocaulobium gracilicolle là một loài thực vật có hoa trong họ Lan. Loài này được (Schltr.) W.Kittr. mô tả khoa học đầu tiên năm 1984.